# Liste von Persönlichkeiten der Stadt Oberharz am Brocken
Die Liste von Persönlichkeiten der Stadt Oberharz am Brocken enthält Personen, die in der Geschichte der sachsen-anhaltischen Stadt Oberharz am Brocken im Landkreis Harz eine nachhaltige Rolle gespielt haben. Es handelt sich dabei um Persönlichkeiten, die Ehrenbürger der Stadt gewesen, in der Stadt Oberharz am Brocken und den heutigen Ortsteilen geboren oder gestorben sind oder hier gewirkt haben.
Für die Persönlichkeiten aus den in die Stadt Oberharz am Brocken eingemeindeten Ortschaften siehe auch die entsprechenden Ortsartikel.

## Ehrenbürger des Ortsteils Stadt Benneckenstein (Harz)
- Max Schmeling, Von 1934 befand sich in Benneckenstein das Trainingslager für die Nationalmannschaften im Boxen, Ringen und Gewichtheben. Anlässlich der Erfolge der deutschen Boxer bei den Olympischen Spielen 1936 in Berlin erhielt Schmeling – nach dem Sieg über Joe Louis an der Spitze seines Ruhmes – am 28. November 1936 die Ehrenbürgerschaft der Stadt Benneckenstein. Über Jahre hinweg bestand zwischen der Harzstadt und dem Boxidol ein freundschaftliches Verhältnis. Nach 1991 wurde es neu belebt, und zu Pfingsten 1993 besuchte Max Schmeling noch einmal Benneckenstein.
- Wilhelm Schmidt (1858–1924), Baurat, Humanist und Erfinder (ca. 1400 Patente), lebte seit 1908 in Benneckenstein. Er brachte die Entwicklung der Heißdampf-Technik für die Dampfmaschine zum Durchbruch und erhielt im Februar 1917 die Ehrenbürgerschaft. Heute erinnert ein Denkmal im Ort an ihn.[1]

## Söhne und Töchter des Ortsteils Stadt Benneckenstein (Harz)
- Andreas Werckmeister (1645–1706), Organist und Musiktheoretiker
- Friedrich Kallmeyer (1804–1868), Maler
- Christian Georg Kohlrausch (1851–1934), Turnpädagoge, Wiederentdecker des Diskuswurfs
- Karl Wenschow (1884–1947), Formstecher, Bildhauer und Kartograph
- Werner Haase (1934–2014), Skilangläufer, Olympiateilnehmer 1960
- Hans-Dieter Riechel (1934–2014), Biathlet, Olympiateilnehmer 1964
- Dieter Bokeloh (1942–2022), Skispringer, Olympiavierter 1964
- Rainer Berger (* 1944), Olympiateilnehmer 1964 (4 × 100 m Staffel)

## Söhne und Töchter des Ortsteils Stadt Elbingerode (Harz)
- Heinrich Eckstorm (1557–1622), evangelischer Theologe und Lehrer
- Heinrich Georg Neuss (1654–1716), lutherischer Geistlicher und Kirchenlieddichter
- Adolf Wedemeyer (1793–1869), Jurist
- Gustav Krahmer (1839–1905), General und Schriftsteller
- Albert Borée (1864–1910), Theaterschauspieler und -regisseur
- Paul Ernst (1866–1933), Schriftsteller und Journalist
- Erich Harbort (1879–1929), Geologe
- Wilhelm Ehrt (1925–2019), Skilangläufer
- Reinhard Stollreiter (* 1936), Chorleiter, Hochschullehrer, Präsident des Berliner Sängerbundes und Vizepräsident des Deutschen Chorverbandes
- Dorothea Iser (* 1946), Schriftstellerin
- Bernd Meier (* 1951), Technikdidaktiker
- Gerti Töpfer (* 1953), Politikerin (CDU)
- Norbert Hahn (* 1954), Rennrodler, Olympiasieger 1976 und 1980
- Bernd Hahn (* 1954), Rennrodler
- Ulrich Hahn (* 1955), Rennrodler
- Rainer Ehrt (* 1960), Maler, Grafiker, Illustrator und Cartoonist
- Axel Krippschock (* 1962), Langstreckenläufer und Leichtathletiktrainer
- Uwe Lagatz (* 1962), Pädagoge und Historiker
- Matthias Heyder (* 1972), NPD-Politiker

## Söhne und Töchter des Ortsteils Elend (Harz)
- Friedrich Krebs (1832–1905), erster Stammapostel der Neuapostolischen Kirche
- Hartmut Esser (* 1943), Soziologe, Professor an der Universität Mannheim

## Söhne und Töchter des Ortsteils Stadt Hasselfelde
- Johann Wilhelm Ludwig von Luce (1756–1842), Schriftsteller, Geistlicher, Mediziner, Regionalhistoriker der estnischen Insel Ösel
- Hermann Blumenau (1819–1899), Gründer und Namensgeber der brasilianischen Stadt Blumenau
- Wilhelm Dunker (1829–1902), Zeitungsredakteur und Dichter
- Gerhard Zucker (1908–1985), Raketentechniker
- Reiner Schomburg (* 1953), Politiker
- Kerstin Moring (* 1963), Skilangläuferin und Biathletin
- Thomas Gaevert (* 1964), Journalist und freier Autor
- Danilo Riethmüller (* 1999), Biathlet

## Söhne und Töchter des Ortsteils Königshütte (Harz)
- Friedrich Carl Ludwig Koch (1799–1852), Unternehmer

## Söhne und Töchter des Ortsteils Stiege (Harz)
- Waldemar Rienäcker (1895–nach 1968), Unternehmer

## Söhne und Töchter des Ortsteils Tanne (Harz)
- Johann Heinrich Schomburgk (1663–1708), Mediziner und Bürgermeister von Querfurt
- Johann Heinrich Conrad Querfurth (1747–1817), Kaufmann, Senator und Bürgermeister von Annaberg
- Guido Freiherr von Seckendorff (1829–1896), Leutnant, Kolonist und Mitgründer der Stadt Blumenau in Brasilien
- Johann Carl Kristian Rasehorn (1831–1913), Glasmacher und Glashüttenbesitzer in Parikkala in Finnland
- Heinrich Steffen (1833–1909), Theaterschauspieler, Regisseur und Theaterdirektor.
- Ewald Busse (1843–1937), Schlossermeister, Lokomotivbauer und Maschinenfabrikant

## Söhne und Töchter des Ortsteils Trautenstein
- Albert Schneider (1833–1910), Baurat und Bahndirektor
- Karl Gronau (1889–1950), Hochschullehrer
- Theodor Heinrich Wilhelm von Lerche (1791–1847), Leibarzt des Zaren Nikolaus I. Pawlowitsch

## Persönlichkeiten, die mit dem Ortsteil Stadt Benneckenstein (Harz) in Verbindung stehen
- Johann Anton Heinrich Neumcke (1758–1826), Oberamtmann und Bürgermeister
- Berthold C. Haferland (1934–2011), Jurist und Heimatpfleger, Leiter der Fachhochschule für Rechtspflege
- Wolfgang Vogler (1948–1974), verlor 1974 infolge eines Fluchtversuches sein Leben

## Persönlichkeiten, die mit dem Ortsteil Stadt Elbingerode (Harz) in Verbindung stehen
- Christian Friedrich Wedemeyer (1747–1828), Amtmann und Maire
- Friedrich Wilhelm Leopold Pfeil (1783–1859), Forstwissenschaftler, wirkte eine Zeit lang in Königshof (heute: Königshütte)
- Eduard Lunde († 1853), Amtmann

## Persönlichkeiten, die mit dem Ortsteil Stadt Hasselfelde in Verbindung stehen
- Andreas Werckmeister (1645–1706), Musiker und Musiktheoretiker, führte die wohltemperierte Stimmung für Tasteninstrumente ein und wirkte von 1664 bis 1674 als Organist in Hasselfelde,
- Karin Krebs (* 1943), ehemalige DDR-Leichtathletin, lebt heute im Ort

## Persönlichkeiten, die mit dem Ortsteil Stiege (Harz) in Verbindung stehen
- Georg Friedrich Wilhelm Alers (1811–1891), Forstsachverständiger und Schriftsteller, verfasste ein Fachbuch über den Calvörder Forst

## Persönlichkeiten, die mit dem Ortsteil Tanne (Harz) in Verbindung stehen
- Johann Georg von Langen (1699–1776), Forst- und Oberjägermeister. Er wirkte von 1725 bis 1729 und nochmals um 1760 im Forstrevier Tanne. Nach ihm wird ein Teilstück des Naturlehrpfades als „Johann Georg von Langen-Weg“ bezeichnet.
- William von Seckendorff (1799–1863), braunschweigischer Bergmeister und Mineraloge, wohnte von 1825 bis 1842 in Tanne.
- Carl Preen (1824–1889), Hüttendirektor der Tanner Eisenhütte. Er gilt als der Retter des Eisenhüttenwerkes, da unter seiner Führung 1870/71 eine Arbeiter-Produktionsgenossenschaft gegründet wurde, was die Tanner Hütte vor der Schließung bewahrte.
- Georg Stölting (1836–1901), Schul- und Seminardirektor in Wolfenbüttel und Rektor in der Bürgerschule von Calvörde
- Hermann von Frankenberg (1865–1931), Heimatdichter und Hauptvorsitzender des Harzklubs, setzte Tanne in seinem gleichnamigen Gedicht ein literarisches Denkmal. 1929 wurde in Tanne eine Brücke nach ihm benannt, die heute noch existiert.
- Käthe Papke (1872–1951), Autorin und Heimatdichterin, ließ ihre 1924 veröffentlichte Harzgeschichte Der Forstassessor von Tanne in Tanne spielen. In diesem Heimatroman sind zum Teil wahre Begebenheiten aus dem 19. Jahrhundert verarbeitet.